# Adriana Bañares
Adriana Bañares Camacho (Logroño, La Rioja, España, 13 de marzo de 1988) es una escritora, poeta y editora, bloguera, fanzinera y librera española. Autora de los poemarios Engaño progresivo (2012), Ánima Esquiva (2014), Ave que no vuela muere (2015) y Recaya (2019), Urbe capensis (2021) y Vacaciones (2024), es también fundadora y directora de la editorial Aloha (2016) y editora, junto a Patricia Maestro, de la publicación independiente La Fanzine.

## Biografía
Estudió Filosofía en la Universidad de Valladolid (2006-2011), pasando también por la de Bayreuth (Alemania). Etapa en la que publicó, gracias a un proyecto convocado por el Ayuntamiento de Logroño para jóvenes artistas Con Proyección, La niña de las naranjas (Ediciones Emilianenses), una recopilación de las mejores entradas de su blog que había comenzado a escribir en 2007.
Tras quedar tercera en un concurso de relato breve de su ciudad natal comenzó a escribir, ganando algunos concursos de su comarca, como el del Día del Libro cuando contaba con 15 años, publicando dos años después su primera novela, La soledad del café (Ediciones Emilianenses, 2005).
Formó parte del colectivo literario COLMO, en Valladolid, organizador del festival de poesía Versátil.es. En 2011 publicó La involución cítrica (Origami, 2011), compuesto por dos partes: Oniria, relatos breves basados en sueños y espacios surreales, del ciberpunk a la mitología, y Rem, en la que encontramos poesía del desengaño, más surrealismo y personajes freaks. Ese mismo año, representó a Logroño en la X Edición del Día de la Lengua de Brescia (Italia) en un encuentro literario en torno a la obra de Carlos Ruiz Zafón.
Con la  Fundación Jorge Guillén, y dentro de la colección Maravillas Concretas que coordina el poeta Eduardo Fraile, publicó en 2012 Engaño progresivo, poemario sobre la niñez y la adolescencia.
Entre 2013 y 2014 emitió en directo desde la emisora CCK un programa sobre literatura underground y publicaciones alternativas, llamado Fosfatina.
En 2014 coordinó para la editorial Origami la antología de poesía erótica Erosionados. Además de participar en otras antologías, como Viscerales (Ediciones del Viento, 2011), Strigoi (Ediciones del 4 de agosto de 2012), y El descrédito. Viajes narrativos en torno a Louis Ferdinand Céline (Lupercalia, 2013).
Fue fundadora y directora de la editorial independiente Aloha, creada en 2016, especializada en narrativa, ilustración y cómic. Ese año, la editorial lanzó She was so bad, una antología de relatos pulp escritos por 22 autoras contemporáneas como son Carmen del Río Bravo, María Fernanda Ampuero, Julia González Calderón, Eva Pardos Viartola, Chus Sánchez, Sylvia Ortega, Marah Villaverde, Isabel Galán, Pilar Royo, Noelia Montalbán, Noelia Olmedo Cubí, Tania Panés, So Blonde, Mika Lobo, Alicia Sánchez Martínez, Isabel G. Gamero, Ana Cuaresma, Emily Roberts, Silvia Hidalgo, Lola Robles, Anabel Gabaldón Hita y Lucy Leite. Una publicación que pretende reivindicar el papel de la mujer en las publicaciones underground. En marzo de 2021 presentó, bajo el mismo sello, la edición en español, traducido por Sylvia Ortega, del cómic Love Me Please: Janis Joplin en el primer evento de cómics digitales OnComic.

## Publicaciones
- La soledad del café (Ediciones Emilianenses, 2005)
- La niña de las naranjas: Palabra de Awixumayita (Ediciones Emilianenses, 2010; X Beca de Jóvenes Artistas «Con Proyección»)
- La involución cítrica (Origami, 2011)
- Engaño progresivo (Fundación Jorge Guillén, 2012)
- Ánima esquiva (Origami, 2012; Excodra editorial, 2013)[15][16]
- Ave que no vuela muere (Oblicuas, 2015)
- Recaya (Páramo, 2019; VI Premio del Libro Ateneo Riojano)
- Urbe Capensis (Prensas de la Universidad de Zaragoza, 2022; finalista del Premio «Libro del Año» en la modalidad de poesía por la Asociación de Librerías de Madrid)
- Vacaciones (Maclein y Parker, 2024; XI Premio del Libro Ateneo Riojano)